# Ducado de Bar
El Condado de Bar, desde 1354 el Ducado de Bar, fue uno de los estados pertenecientes al Sacro Imperio Romano Germánico. Comprendía el pays de Barrois en torno a la ciudad de Bar-le-Duc, actual territorio francés. Existió entre 959 y 1634. Parte del territorio llamado entonces Barrois mouvant se convirtió en un feudo del reino de Francia en 1301, mientras que el Barrois non-mouvant permaneció como parte del Imperio. Desde 1480 fue unido al ducado de Lorena imperial. En 1634 pasó a dominio real francés. Tanto el Bar imperial como la Lorena fueron cedidos a Francia en 1738. Con la muerte del último duque, Estanislao Leszczynski, en 1766 el ducado se incorporó definitivamente al estado francés.

## Condado (1033-1354)
El condado de Bar se originó en la fortaleza fronteriza de Bar (del latín barra, barrera) que el duque Federico I de Lorena Superior erigió en las orillas del río Ornain alrededor del año 960. La fortaleza fue originalmente dirigida por los condes de Champaña, quienes habían realizado incursiones en las tierras alodiales de Federico. Federico también confiscó algunas tierras de la cercana abadía de Saint-Mihiel y estableció a sus caballeros en ella. El Barrois original era entonces una mezcla de las tierras alodiales del duque y confiscó tierras de la iglesia enfeudadas a caballeros. A la muerte del duque Federico III en 1033, estas tierras pasaron a su hermana, Sofía quien murió en 1093, quien fue la primera persona que asoció el título condal con Bar, llamándose a sí misma "Condesa de Bar".
Los descendientes de Sofía, de la Casa de Montbéliard, amplió Bar "mediante la usurpación, la conquista, la compra y el matrimonio" en un estado autónomo de facto a caballo entre Francia y Alemania. Su población era francófona y culturalmente francesa, y los condes se implicaron en la política francesa. El conde Reginaldo II (fallecido en 1170) se casó con Inés, una hermana de la reina de Francia, Adele. Su hijo, Enrique I, fallecido en la Tercera Cruzada en 1190. Desde 1214 hasta 1291 Bar fue gobernada por Enrique II y Teobaldo II, quien aseguró la frontera occidental con Champaña entregando feudos a los nobles franceses y comprando su homenaje.
En 1297 el rey Felipe IV de Francia invadió el Barrois porque el conde Enrique III había ayudado a su suegro, Eduardo I de Inglaterra, cuando el último intervino contra Francia en la Guerra franco-flamenca. En el Tratado de Brujas de 1301 Enrique se vio obligado a reconocer todo su condado al oeste del río Mosa como un feudo de Francia. Aquí está el origen del Barrois mouvant: un territorio que fue convertido en un feudo se dice que se había "movido" y entró en mouvance de su soberanía. Estaba sometida al Parlamento de París. El Tratado de Brujas no implicó ninguna expansión del territorio francés. El territorio al oeste del Mosa era francés desde el Tratado de Verdún de 843, pero en 1301 se convirtió en un feudo directo de la corona, incluyendo sus partes alodiales.

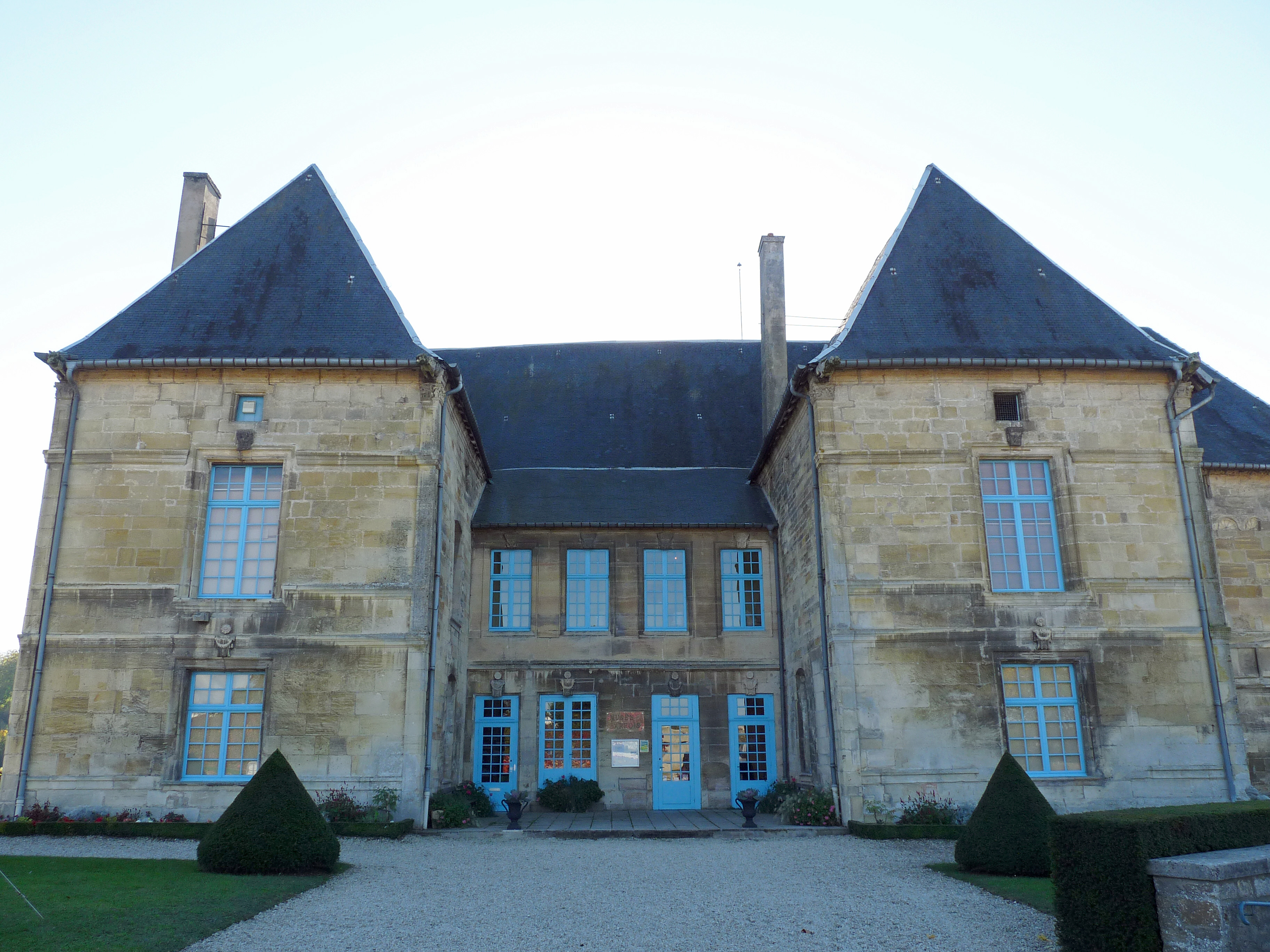
El antiguo palacio ducal de Bar-le-Duc es hoy en día un museo, el Musée Barrois.

## Ducado medieval (1354-1508)
En 1354 el conde de Bar tomó el título ducal y en adelante fue reconocido como un par de Francia. Père Anselme (fallecido en 1694) creía que el conde Roberto había sido convertido en duque por el rey Juan II de Francia preparando el matrimonio de la hija de Juan, María. Los gobernantes de Bar no fueron nombrados duques por el emperador. El único título que recibió el conde Roberto por otorgamiento imperial en 1354 fue el de margrave de Pont-à-Mousson. Este margraviato fue frecuentemente entregado por los duques de Bar a sus herederos naturales. En ese mismo año el emperador elevó el condado de Luxemburgo a ducado y Bar quedó entre dos ducados, Luxemburgo y Lorena Superior. El título ducal fue aceptado, sin embargo, y el registro fiscal imperial de 1532 documenta el "Ducado del Mosa" (Herzogtum von der Maß) como un miembro votante del Reichstag
En 1430 falleció el último duque de la línea masculina de la casa gobernante, Luis. Bar pasó a su sobrino-nieto, Renato I, que estaba casado con Isabel. En 1431 la pareja heredó Lorena. A la muerte de Renato en 1480, Bar pasó a su hija Yolanda y a su hijo, Renato II, que ya era duque de Lorena. En 1482 conquistó el prévôté de Virton, una parte del ducado de Luxemburgo, y lo anexionó a Bar. En 1484 Pedro II de Borbón, regente del rey Carlos VIII de Francia, lo instaló formalmente en el Ducado de Bar. En su último testamento publicado en 1506, Renato decretó que los dos ducados nunca se separaran. Los dos ducados permanecieron unidos permanentemente en una unión personal.

## Ducado moderno (1508-1766)

Mapa del ducado de Bar (1756), mostrando los municipios según la actual división administrativa.

El 2 de octubre de 1735 en la versión preliminar del Tratado de Viena se acordó entregar Bar al depuesto rey de Polonia, Estanislao Leszczynski, de forma inmediata. Sin embargo, tuvo que esperar hasta la muerte del gran duque Juan Gastón de Médici el 9 de julio de 1737 para recibir Lorena. En 1738, después del Tratado de Viena definitivo, entregó los ingresos de Bar y Lorena a la Corona francesa a cambio de una generosa pensión, que usó para financiar proyectos de construcción en los ducados. A su muerte el 23 de febrero de 1766 los ducados pasaron al dominio real de Francia.

## Lista de gobernantes
Todas las fechas son de reinado. Todos los gobernantes anteriores a Sofía gobernaron Bar, pero no usaron el título "conde de Bar".

### Condes de Bar
Casa de Ardenas
- Federico I (959-978), duque de Lorena Superior
- Teodorico I (978-1027), duque de Lorena Superior
  - Federico II (1019-1026), duque de Lorena Superior
- Federico III (1027-1033), duque de Lorena Superior
- Sofía (1033-1093)
  - con el conde Luis de Montbéliard (1038-1071)

Casa de Montbéliard
- Teodorico II (1093-1105)
- Reginaldo I (1105-1150)
- Reginaldo II (1150-1170)
- Enrique I (1170-1189)
- Teobaldo I (1189-1214)
- Enrique II (1214-1239)
- Teobaldo II (1239-1291)
- Enrique III (1291-1302)
- Eduardo I (1302-1337)
- Enrique IV (1337-1344)
- Eduardo II (1344-1352)

### Duques de Bar
Casa de Montbéliard
- Roberto (1352-1411).
- Eduardo III (1411-1415).
- Luis (1415-1431).

Casa de Anjou
- Renato I (1431-1480).
- Yolanda (1480-1483).
- Renato II (1483-1508).

### Margraves de Pont-à-Mousson
- Roberto (1354-1411), duque de Bar
- Eduardo III (1411-1415), duque de Bar
- Luis (I) (1415-1419), duque de Bar
- Renato I (1419-1441, 1443-1444), duque de Bar
- Luis (II) (1441-1443)
- Juan (1444-1470), duque de Lorena
- Nicolás (r. 1470-1473), duque de Lorena
- vacante (1473-1480)
- Renato II (r. 1480-1508), duque de Lorena y Bar

Desde la muerte de Renato II, la lista es idéntica a la de Lorena.